# Israel ben Eliezer
Israel (Yisroel) Ben Eliezer (en hebreo: רבי ישראל בן אליעזר, Baal Shem Tov, significando "Maestro del Buen Nombre", también conocido por la abreviatura Besht), 27 de agosto, c. 1698 o 1700, Okopy, Ucrania -22 de mayo, 1760, Medzhybizh, Ucrania, era un rabino, curandero y chamán considerado fundador del judaísmo jasídico.

## Biografía

### Primeros años
Yisroel (Israel) nacíó en el seno de un hogar pobre sus padres eran Eliezer y Sarah en un caserío cerca de Okopy, en el oblast Ternópol, una fortaleza recientemente construida cercana a Kameniec en Ucrania occidental, donde el Zbruch se une al Dniester. Actualmente, Okopy es una villa en Chortkiv Raion (distrito) del Óblast de Ternópol.
Falleció en Medzhybizh (en ucraniano: Меджибіж, en polaco: Międzybóż, en yidis: מעזשביזש‎), el cual formaba parte de Polonia y en la actualidad se encuentra en el óblast de Jmelnitski (Ucrania) (no confundir con otras ciudades del mismo nombre).
En 1703, Israel quedó huérfano y fue adoptado por la comunidad judía de Tluste (Tovste (asentamiento de tipo urbano)) (cerca de Zalischyky). Se informa que, después de la conclusión de sus estudios en el cheder local (escuela primaria judía), a menudo deambulaba por los campos y bosques que rodeaban el pueblo. En 1710, terminó el cheder y se convirtió en ayudante de un melamed' (instructor en el cheder). En 1711, a la edad de 13/14 años, entró en las "Jaburas Machane Yisroel", un grupo de tzadikim ocultos liderados por el rabino Adam Baal Shem. En algún momento de 1712 Israel se convirtió en shammash (sexton) de la sinagoga local.
Fue contratado como ayudante de maestro en las cheders de los pequeños pueblos por los que pasaban. Más tarde contó que le gustaba mucho acompañar a los niños a la escuela y aprovechar la ocasión para recitar oraciones con ellos y contarles historias de la Torá. El Maggid Mezritcher, sucesor del Baal Shem Tov, diría más tarde: "¡Ojalá besáramos un rollo de la Torá con el mismo amor con que mi maestro [el Baal Shem Tov] besaba a los niños cuando los llevaba al cheder como ayudante del maestro!".
Según la leyenda jasídica, el Baal Shem Tov tenía visiones en las que se le aparecía el profeta Achiya Hashiloni. En 1716 el Baal Shem Tov se casó, pero pronto murió su esposa y él siguió viajando por Galitzia Oriental. Tras servir durante mucho tiempo como ayudante en varias pequeñas comunidades de Ucrania Occidental, se estableció como melamed en Tluste.
El Besht fue introducido en la Cábala por el rabino Adam Baal Shem de Ropczyce (en yidis: ראָפּשיץ‎) que fue discípulo del rabino Yoel Baal Shem (I) de Zamość (en yidis: זאמושטש‎), sucesor del rabino Eliyahu Baal Shem de Worms (en yidis: ורמיזא, ורמישא‎).
El Besht se convirtió en el líder de este movimiento a la edad de 18 años. Al preocuparse por los judíos pobres, el grupo de tzadikim animó a los judíos a adoptar estilos de vida agrarios como alternativa a la pobreza crónica de los judíos de ciudad. Como continuación de esta política, decidieron que debían ocuparse de las necesidades educativas de los niños que vivían en pequeñas comunidades agrícolas. Si no encontraban un maestro adecuado, ellos mismos se encargarían de proporcionárselo, por lo que el Baal Shem Tov se convirtió en ayudante de maestro. Más tarde comentó: "El momento más feliz de mi vida fue enseñar a los niños pequeños a decir Modeh Ani, Shema Yisrael y Kametz Alef Ah".
Fue elegido por personas que llevaban pleitos entre sí para actuar como árbitro y mediador. Sus servicios eran requeridos con frecuencia porque los judíos tenían sus propios tribunales civiles en Polonia.  Se dice que impresionó tanto a Efraín de Brody que éste le prometió a su hija Chana en matrimonio. El hombre murió, sin embargo, sin decirle a su hija de su compromiso, pero cuando ella se enteró de los deseos de su padre, accedió a cumplir con ellos.
Tras su matrimonio, la pareja se trasladó a un pueblo de los Cárpatos entre Kuty y Kassowa, donde sus únicos ingresos provenían del trabajo de él excavando arcilla y cal, que su mujer repartía en los pueblos de los alrededores.  La pareja tuvo dos hijos: Udl (nacido en 1720) y Zvi Hersh. Un bisnieto materno de Baal Shem Tov y su esposa era Reb Najman de Breslov cuya ascendencia paterna provenía (según la tradición jasídica), la familia del Maharal descendía patrilinealmente de los exilarcas babilonios (durante la época de los geonim) y por lo tanto también de la dinastía davídica.

### Liderazgo
Más tarde, el Besht ocupó un puesto de shojet (carnicero ritual) en Kshilowice, cerca de Iaslowice, que pronto abandonó para dirigir una taberna del pueblo que le compró su cuñado. Durante los muchos años que vivió en el bosque y entró en contacto con los campesinos, aprendió a utilizar las plantas con fines curativos. De hecho, su primera aparición en público fue la de un Baal Shem "corriente". Escribía amuletos y prescribía curas.
Después de muchos viajes por Podolia y Volhynia como Baal Shem, Besht, considerando que sus seguidores eran lo suficientemente numerosos y que su autoridad estaba establecida, decidió hacia 1740 exponer sus enseñanzas en el shtetl de Medzhybizh y la gente, en su mayoría de la élite espiritual, acudió a escucharle. Medzhybizh se convirtió en la sede del movimiento y de la dinastía jasídica Medzybizh. Sus seguidores aumentaron gradualmente y con ellos la hostilidad de los talmudistas. No obstante, Besht contó al principio de su carrera con el apoyo de dos destacados talmudistas, los hermanos Meïr (rabino jefe de Lemberg y más tarde Ostroha, y autor de Meir Netivim (una obra de responsa halájica) y otras obras) e Isaac Dov Margalios. Más tarde se ganó a reconocidas autoridades rabínicas que se convirtieron en sus discípulos y dieron fe de su erudición. Entre ellos se encuentran el rabino Yaakov Yosef Hakohen, rabino de Polnoy; el rabino Dovid Halperin, rabino de Ostroha; Rabí Israel de Satinov, autor de Tiferet Yisrael; Rabí Yosef Heilperin de Slosowitz; y Rabí Dov Ber de Mezrich (alias el Maggid de Mezritch). Es principalmente gracias a este último que las doctrinas de Besht (aunque en una forma esencialmente alterada) se introdujeron en los círculos religiosos judíos cultos.
Israel emprendió viajes en los que se le atribuye la realización de curaciones y la expulsión de demonios y espíritus malignos (shedim).  La tradición jasídica posterior, sin embargo, restó importancia a estas prácticas curativas y mágicas, concentrándose en sus enseñanzas, su encanto, magnetismo y personalidad extática.
En los últimos años, la "Agudas Ohalei Tzadikim" organización (con sede en Israel) ha restaurado muchas tumbas de Tzadikim (Ohelim) en Ucrania, incluida la del Baal Shem Tov. Junto al Ohel de Baal Shem Tov hay una casa de huéspedes y una sinagoga, y la sinagoga de Baal Shem Tov, en el pueblo propiamente dicho, ha sido cuidadosamente restaurada. Ambas sinagogas son utilizadas por los numerosos visitantes de todo el mundo que acuden a rezar cerca de la tumba del Baal Shem Tov.

### Disputas con los frankistas
El Besht tomó partido por los talmudistas en sus disputas contra los frankistas (Jacob Frank movimiento cultista que consideraba a Frank como el Mesías, siguiendo el modelo de Sabbatai Zevi). Después de la conversión masiva de los Frankistas, el Baal Shem Tov supuestamente dijo que mientras un miembro enfermo esté conectado con el cuerpo, hay esperanza de que pueda ser salvado; pero, una vez amputado, se ha ido, y no hay esperanza. Se afirma que murió de pena porque los frankistas abandonaron el judaísmo.

## Métodos de enseñanza
Besht no combatía el judaísmo rabínico, sino el espíritu de su práctica. Siendo sus enseñanzas el resultado de un temperamento profundo y religioso, hacía hincapié en el espíritu. Aunque consideraba que la Ley era sagrada e inviolable, y destacaba la importancia del estudio de la Torá, sostenía que toda la vida debía ser un servicio a Dios. La leyenda jasídica habla de una mujer a la que sus parientes intentaron matar por su vida vergonzosa, pero que fue salvada en cuerpo y alma por Besht. Se dice que la historia es característica de la actividad de Besht en la curación de los necesitados de alivio. Para él, más importante que la oración era una relación amistosa con los pecadores. El desinterés y la benevolencia son un motivo en las leyendas sobre él.
Los métodos de enseñanza de Besht diferían de los de sus oponentes. Dirigió muchos comentarios satíricos contra ellos, uno de los más característicos fue su designación del típico talmudista de su época como "un hombre que a través del puro estudio de la Ley no tiene tiempo para pensar en Dios". Se dice que Besht ilustró sus opiniones sobre el ascetismo con la siguiente parábola:
Un ladrón trató una vez de entrar en una casa, el dueño de la cual, gritando, espantó al ladrón. Poco después, el mismo ladrón entró en la casa de un hombre muy fuerte que, al verlo entrar, se quedó quieto. Cuando el ladrón se hubo acercado lo suficiente, el hombre lo atrapó y lo encarceló, privándolo así de toda oportunidad de hacer más daño.
Besht tenía la firme convicción de que Dios le había confiado una misión especial para difundir sus doctrinas. Creía tener visiones celestiales que le revelaban esta misión. Para él, cada intuición era una revelación divina, y los mensajes divinos eran hechos cotidianos. Un ejemplo del poder de su visión espiritual se encuentra al principio de la obra de su nieto, Degel, donde escribe que su abuelo escribió a Gershon Kitover que vivía en Israel, preguntándole por qué no estaba en Israel ese Shabbos en particular.

## Colecciones de leyendas
Según la Enciclopedia Judía, "La poca información biográfica que existe sobre él está tan entretejida con leyendas y milagros que en muchos casos es difícil llegar a los hechos históricos." Una antología de leyendas sobre él fue compilada por primera vez por Dov Baer b. Samuel de los Linit , que era el yerno de Alexander Shoḥat, que había actuado durante varios años como el escriba de Besht. La colección se copió muchas veces y con el tiempo se llenó de errores. Se imprimió con el título, Shivḥei ha-Besht después de la muerte de Dov Baer. Fue publicado por Israel Jaffe, quien reescribió el primer capítulo y eliminó lo que él consideraba las distorsiones causadas por los copistas.
Esta edición, impresa en Kopys (Kapust) en 1814, contiene 230 historias agrupadas por temas, personajes y motivos comunes. También aparecieron dos ediciones en yiddish que difieren notablemente de la edición hebrea.
En el siglo XIX, varias colecciones adicionales de leyendas sobre el Ba'al Shem Tov y sus seguidores aparecieron, en hebreo y en yiddish, algunas de las cuales repitieron historias encontradas en Shivḥei ha-Besht y otras contenían nuevas historias. Según la Enciclopedia Judía, solo algunas de estas historias pueden considerarse verdaderas.

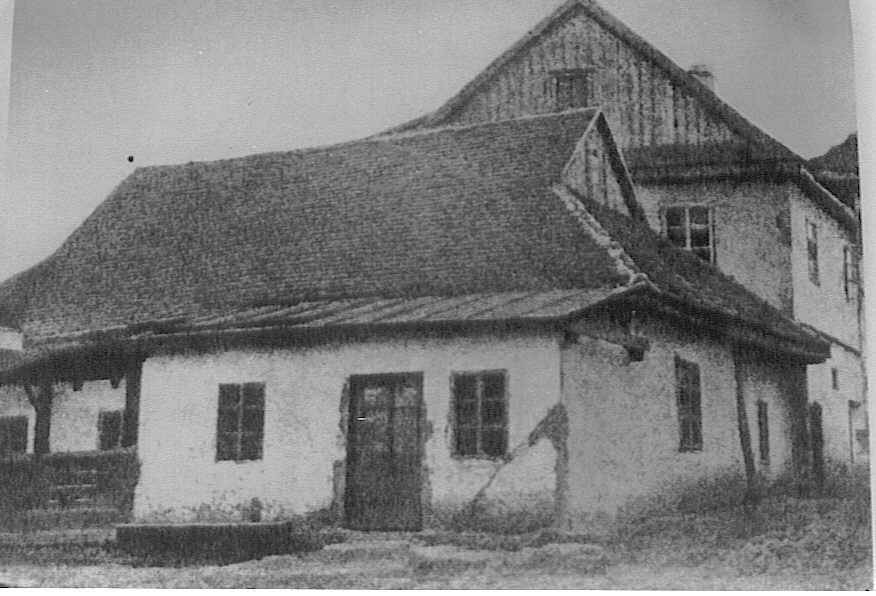
Su sinagoga en Medzhybizh (c. 1915).